# Colisión en el espectáculo aéreo Wings Over Dallas 2022
El 12 de noviembre de 2022, dos aviones de la Segunda Guerra Mundial, un B-17 Flying Fortress y un Bell P-63 Kingcobra, chocaron en el aire y se estrellaron durante el espectáculo aéreo Wings Over Dallas en el Aeropuerto Ejecutivo de Dallas en Dallas, Texas, Estados Unidos.El espectáculo aéreo, que coincidió con las conmemoraciones del Día de los Veteranos, fue organizado por la Fuerza Aérea Conmemorativa.
Justo antes del accidente, el jefe de vuelo ordenó a la formación de bombarderos volar en paralelo a la línea de observación, mientras que a los cazas se les indicó que formaran una estela y volaran por delante de los bombarderos. Según testigos, el P-63F realizó un viraje descendente a alta velocidad hacia la pista de aproximación, colisionando con el B-17, lo que provocó que ambos aviones se desintegraran y estallaran en llamas.
El B-17 tenía una tripulación de cinco personas, mientras que el P-63 tenía un solo ocupante. Los seis fallecieron, según confirmó el médico forense del condado de Dallas. Ambas aeronaves quedaron destruidas en el impacto. El informe preliminar de la NTSB, publicado el 30 de noviembre, destacó la ausencia de instrucciones para la desconexión de altitud y reveló que el navegador GPS del P-63 no registró ninguna información durante el vuelo. El audio del ATC, publicado el 12 de enero de 2023, confirmó que no se proporcionó información sobre la altitud.
El informe final de la NTSB sobre el accidente, emitido en diciembre de 2024, concluyó que la causa probable del accidente fue la información previa inadecuada del jefe de vuelo y del organizador del espectáculo aéreo, basándose únicamente en las instrucciones de desconexión en tiempo real del jefe de vuelo y en la estrategia de "ver y evitar" para evitar colisiones, lo que permitió la pérdida de separación entre las dos aeronaves. Una causa que contribuyó al accidente fue la falta de orientación y supervisión de la FAA a los jefes de vuelo en los espectáculos aéreos.

## Aviones

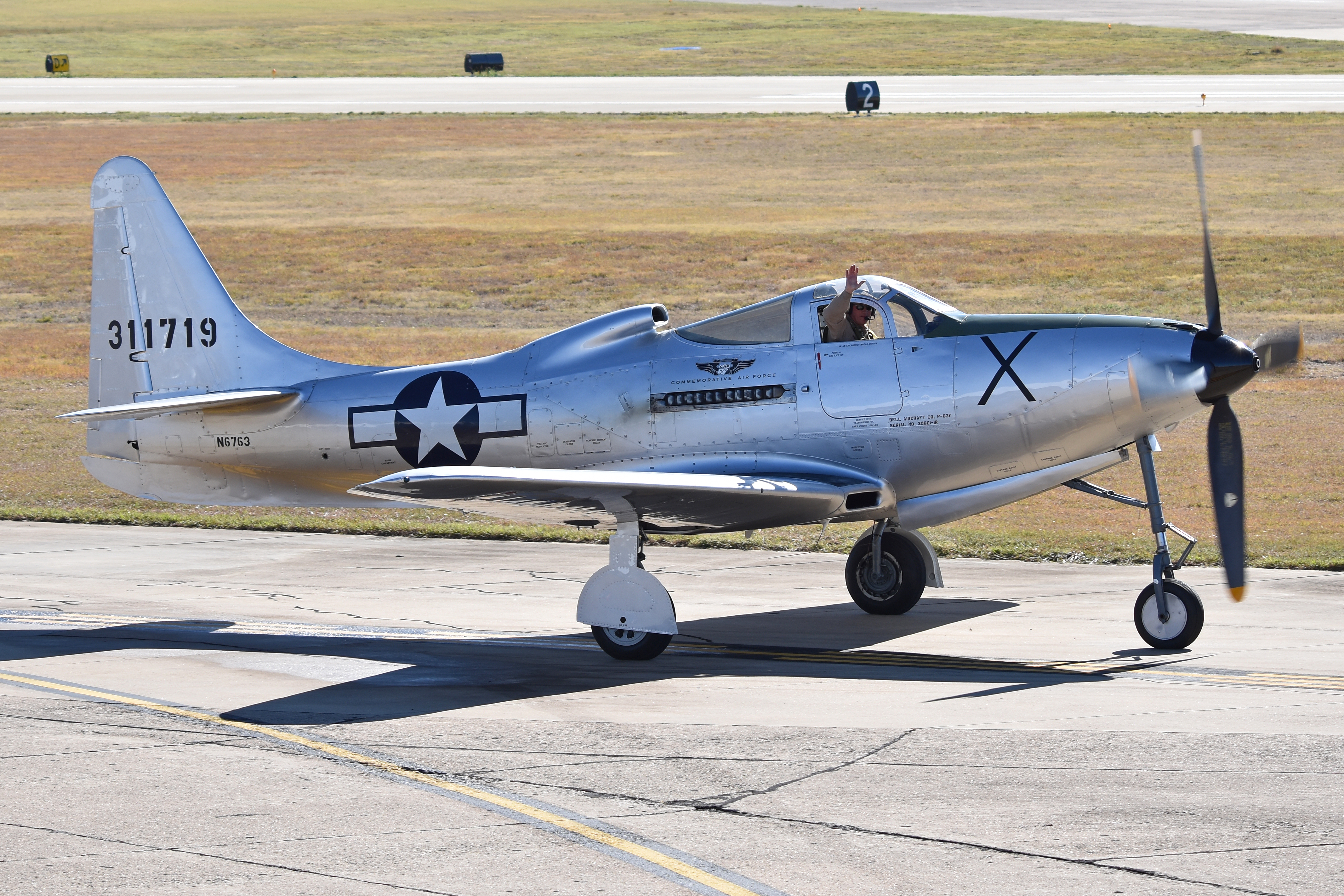
Bell P-63F [N6763] involucrado en el accidente que se muestra en el Aeropuerto Ejecutivo de Dallas durante la exhibición aérea Wings Over Dallas en 2019.

El B-17 involucrado era un Texas Raiders, un B-17G-95-DL construido por Douglas Long Beach, número de matrícula de aeronave N7227C, que entró en servicio por primera vez en 1945 y era operado por el American Airpower Heritage Flying Museum.Fue uno de los pocos aviones B-17 Flying Fortress supervivientes que se mantuvieron en condiciones de volar.El segundo avión involucrado fue un P-63F-1-BE Kingcobra matriculado N6763, que también era operado por American Airpower Heritage Flying Museum.Este avión fue uno de los dos únicos ejemplares de la variante P-63F jamás construidos.

## Accidente

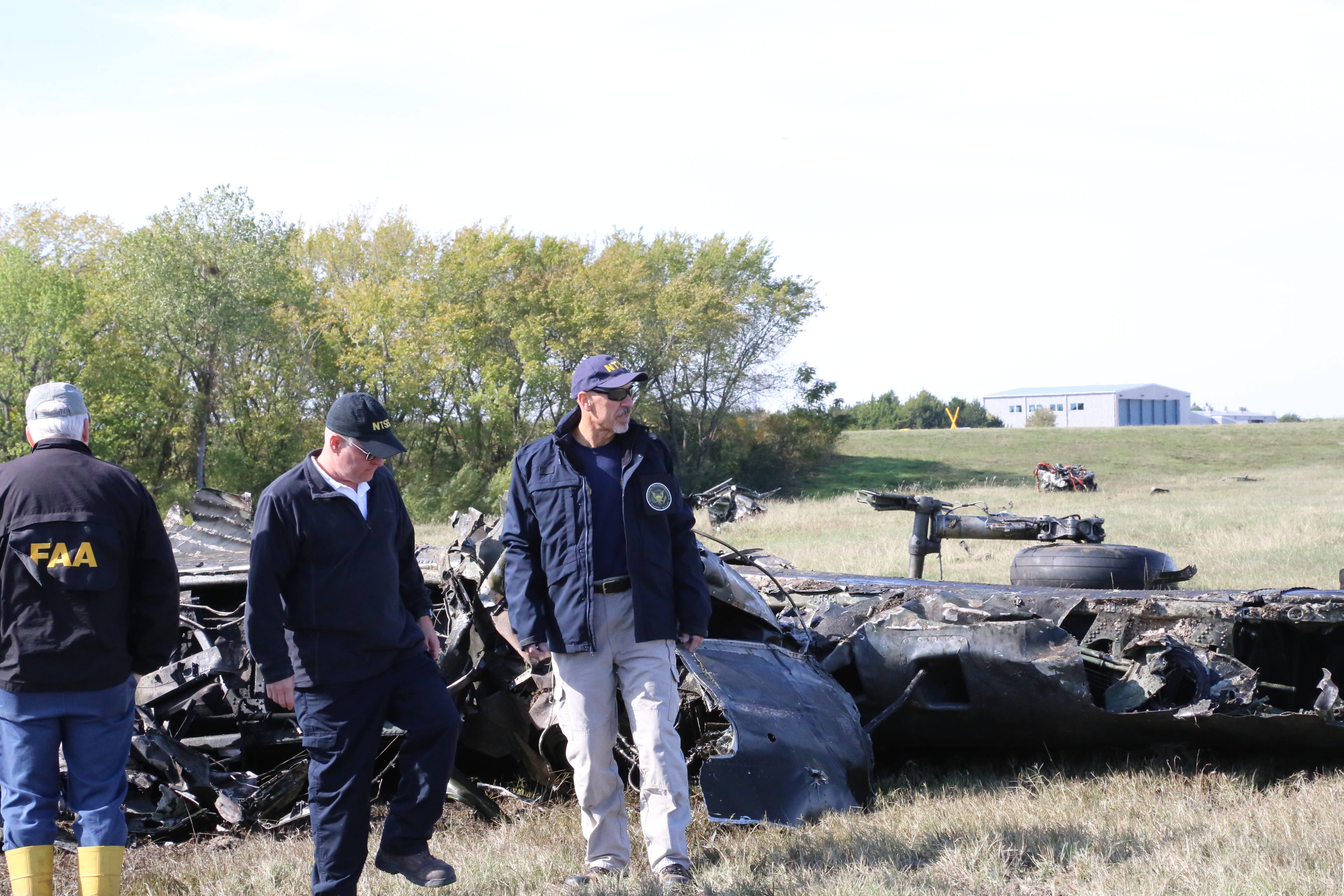
Miembros de la FAA y la NTSB en el lugar del siniestro.

La colisión ocurrió a las 13:22hora local en el Aeropuerto Ejecutivo de Dallas durante un espectáculo aéreo Wings Over Dallas organizado por la Fuerza Aérea Conmemorativa, una organización sin fines de lucro cuyo objetivo es preservar aeronaves históricas.El espectáculo aéreo, organizado durante el fin de semana conmemorativo del Día de los Veteranos, atrajo a más de 4.000 espectadores.Ambos aviones eran normalmente pilotados por voluntarios altamente entrenados, en muchos casos pilotos profesionales retirados.Texas Raiders era el avión líder de una formación de cinco bombarderos, y el P-63F era el tercer avión de una formación de tres cazas.
Los datos ADS-B y las transmisiones de radio grabadas revelan que el jefe aéreo instruyó a la formación de bombarderos para que siguiera la línea de exhibición de 1000 pies (305 m), que corre paralela y está situada a 1000 pies (305 m) de la línea de visión del espectador. Simultáneamente, se ordenó a los cazas que adoptaran una formación de estela, donde los pilotos de ala vuelan por debajo y detrás del avión líder, y avanzaran a lo largo de la línea de exhibición de 500 pies (152 m), posicionándose frente a la formación de bombarderos. La intención aparente, según un piloto que observó la acción desde tierra, era ponerse delante del bombardero.Según relatos de testigos, el P-63F estaba realizando un viraje descendente a alta velocidad hacia la pista de aproximación.Chocó con el B-17 en la popa de babor desde arriba, seccionando el fuselaje del B-17 justo detrás de sus alas. Ambos aviones se desintegraron y se estrellaron contra el suelo segundos después, explotando y estallando en llamas.
Un piloto en tierra, que observó la colisión en el aire, especuló que el piloto del P-63F podría haber confundido a uno de los bombarderos que lo seguían con el líder.Esta identificación errónea podría haber llevado al piloto a creer que ya había superado la trayectoria de vuelo de la formación de bombarderos. En consecuencia, ajustó su trayectoria y posicionó la panza del P-63F hacia la línea de bombarderos, impidiéndole ver inadvertidamente al B-17 que se aproximaba.

## Víctimas
Los seis miembros de la tripulación a bordo de ambos aviones fallecieron, convirtiéndose en el primer accidente fatal de la Fuerza Aérea Conmemorativa en 17 años.No se reportaron heridos ni fallecidos en el terreno.Las cinco víctimas mortales a bordo del B-17 fueron: Terry Michael Barker, Kevin Dimitri "K5" Michels, Daniel Alexander Ragan, Leonard Lloyd "Len" Root y Curtis James Rowe. Craig Stephen Hutain fue identificado como el único ocupante y piloto del Bell P-63 monoplaza.
Terry Barker fue un ex piloto de American Airlines de 1984 a 2020, un ex piloto de helicóptero del ejército (1975-1978) y exmiembro del consejo municipal de Keller (Texas).Craig Hutain, piloto y víctima mortal del Bell P-63, comenzó a volar solo a los 17 años y fue piloto comercial de Rocky Mountain Airways (1982-1985) y United Airlines (1985-2022). Hutain empezó a volar de niño con su padre, veterano de la Segunda Guerra Mundial, y fue piloto del espectáculo aéreo "¡Tora! ¡Tora! ¡Tora!", una recreación del bombardeo de Pearl Harbor.
Kevin "K5" Michels, el más joven de los fallecidos, fue un miembro activo de la Fuerza Aérea Conmemorativa y actuó como historiador, representante de medios y supervisor de viajes para la organización.Len Root fue un piloto comercial retirado que voló para American Airlines desde 1986 hasta 2021.Dan Ragan fue un veterano de la Armada de los Estados Unidos de la guerra de Corea, que sirvió como operador de radio en la década de 1950 en la variante naval del B-17, designada PB-1W. Vivía en Dallas y era originario de Tulsa, Oklahoma.El mayor Curtis J. Rowe era de Hilliard (Ohio) y era miembro de la Patrulla Aérea Civil del Ala de Ohio desde 1988.

## Investigación

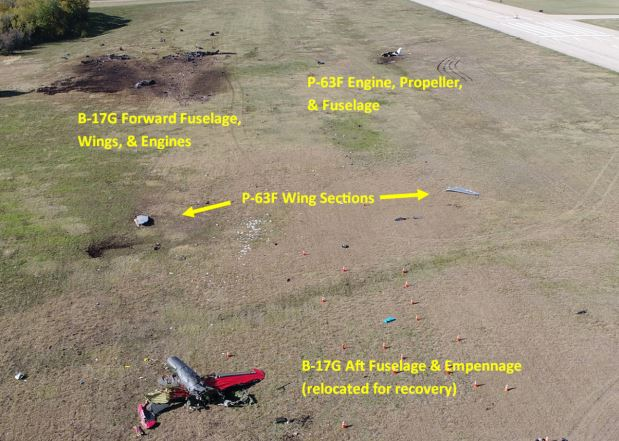
Fotografía del Informe Preliminar de Investigación de Aviación de la NTSB que muestra el campo de escombros después del accidente.

Tras el accidente, tanto la Administración Federal de Aviación (FAA) como la Junta Nacional de Seguridad en el Transporte (NTSB) iniciaron investigaciones sobre el accidente.El 14 de noviembre, la NTSB anunció que los restos del P-63 se habían trasladado a un lugar seguro, mientras que la recuperación de los restos del B-17 se retrasó debido a la lluvia. La NTSB confirmó que ninguna de las aeronaves contaba con un registrador de datos de vuelo (FDR), pero que se habían recuperado un navegador GPS del P-63 y una pantalla electrónica de vuelo del B-17, que estaban siendo trasladados a un laboratorio de la NTSB en Washington, D. C., para su procesamiento y obtención de datos e información relevante.
El 30 de noviembre, la NTSB publicó un informe preliminar. El informe señalaba la falta de información sobre la desconexión de altitud antes del vuelo o durante el vuelo. Es decir, se permitió que las aeronaves operaran a la misma altitud. El informe también señalaba que el navegador GPS del P-63 no registró ninguna información durante el vuelo.El 12 de enero de 2023, se publicó el audio del ATC indicando que no se dio ningún consejo de altitud a los pilotos.Se sabía que el P-63F involucrado en el accidente tenía visibilidad comprometida desde la cabina debido a refuerzos metálicos.
El 8 de marzo de 2024, la NTSB publicó el expediente completo sobre la colisión en el aire para el público.

### Informe final

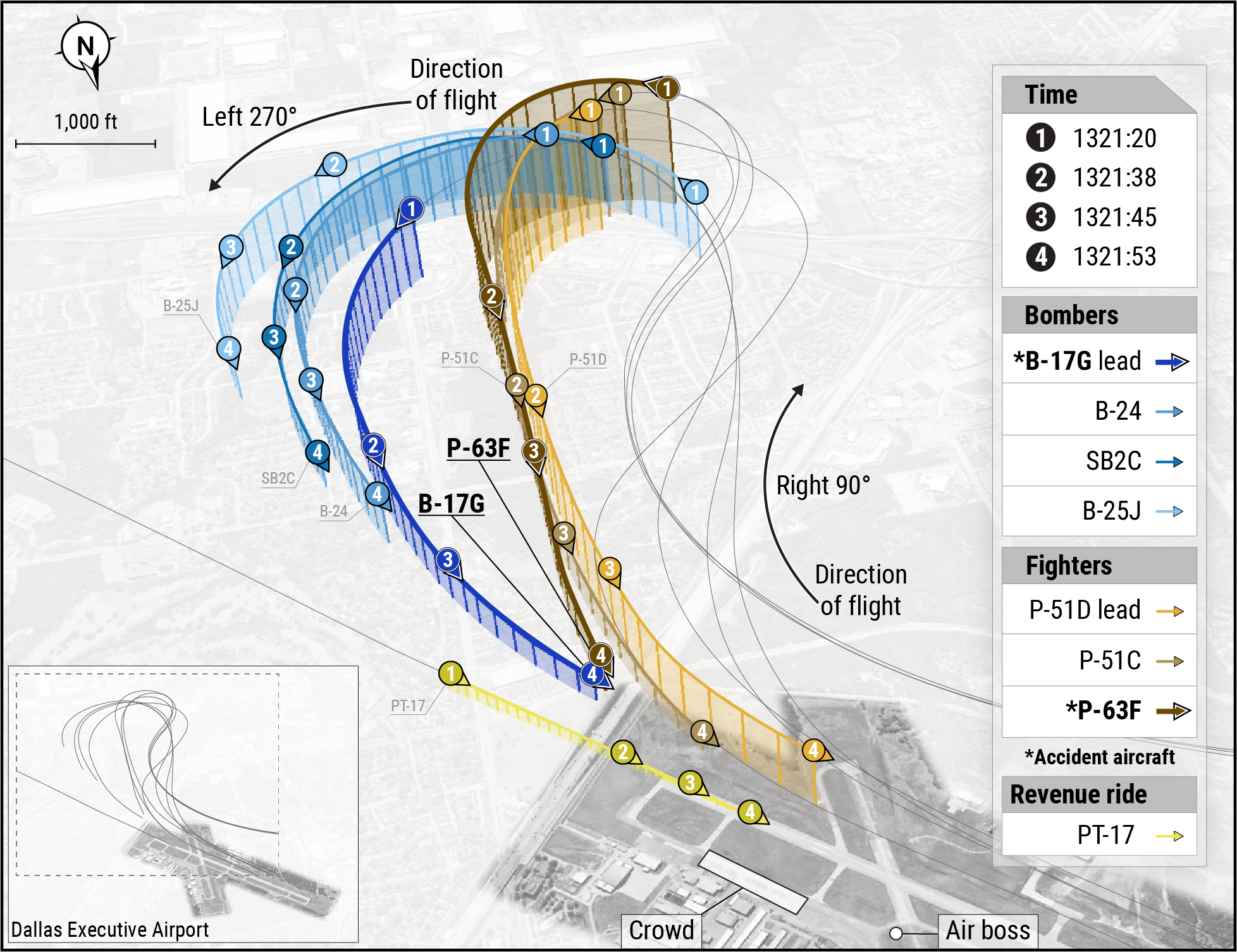
Gráfico que muestra las trayectorias de vuelo descendentes de los aviones durante el giro final antes de la colisión.

El 12 de diciembre de 2024, la NTSB publicó el informe final sobre la colisión en el aire para el público.El informe concluyó que la causa probable del accidente fue la información previa inadecuada del jefe aéreo y del organizador del evento del espectáculo aéreo, y que el plan de separación de aeronaves para la presentación del espectáculo aéreo se basó únicamente en las directivas de desconflicto en tiempo real del jefe aéreo y en la estrategia de ver y evitar para evitar colisiones, lo que permitió la pérdida de separación entre los aviones Boeing B-17G y Bell P-63F.
El informe citó el testimonio de cuatro pilotos que habían participado en Wings Over Houston dos semanas antes de Wings Over Dallas, y expresaron preocupaciones de seguridad con "lo que sintieron que fueron directivas 'libres' del mismo jefe aéreo durante ese espectáculo aéreo.
El informe final de la NTSB identificó como otros factores que contribuyeron al accidente la falta de orientación de la FAA para los jefes aéreos y los organizadores de eventos de exhibición aérea sobre el desarrollo de planes y la realización de evaluaciones de riesgos que garanticen la separación de las aeronaves que no son parte de un paquete de maniobras aprobado, y la falta de requisitos y orientación de la FAA para evaluaciones recurrentes de los jefes aéreos y la vigilancia directa de su desempeño.El informe también recomendó el desarrollo de procedimientos operativos estándar para espectáculos aéreos.

## Respuestas
Varios funcionarios texanos reaccionaron públicamente al accidente. El presidente de la Fuerza Aérea Conmemorativa, organizadora del espectáculo, afirmó que este tipo de colisión en pleno vuelo durante un espectáculo aéreo era "extremadamente inusual".El año siguiente, 2023, el evento conmemorativo del Día de los Veteranos de la Fuerza Aérea se anunció como Aviation Discovery Fest y no incluyó un espectáculo aéreo.
En agosto de 2023, la viuda y los hijos de Lloyd "Len" Root, copiloto del B-17, presentaron una demanda contra la Fuerza Aérea Conmemorativa, que contrató y empleó al jefe aéreo, y contra American Airpower Heritage Flying Museum Inc. y el American Airpower Heritage Museum Inc., que poseían y mantenían la aeronave, solicitando daños y perjuicios por su muerte.Los familiares de otras personas que murieron en el accidente presentaron dos demandas contra la Fuerza Aérea Conmemorativa y el jefe del aire.